# Красная книга Таджикистана
Красная книга Республики Таджикистан (тадж. Китоби сурхи Ҷумҳурии Тоҷикистон) — официальный государственный документ, который содержит аннотированный перечень редчайших и находящихся под угрозой исчезновения видов животного и растительного мира в границах территории Таджикистана, а также обобщённые сведения о распространении, современном состоянии этих видов, причинах сокращения численности, и мероприятия по их сохранению и воспроизведению.
Занесенные в Красную книгу Республики Таджикистан виды растений и животных подлежат особой охране на всей территории страны.

## История
Первая Красная книга, посвящённая флоре и фауне Таджикиской ССР, была издана в 1988 году. В ней содержалось описание 162 видов животных и 226 видов высших растений. В 1997 году книга была переведена на таджикский язык.
2 августа 2010 года Постановлением Правительства Республики Таджикистан № 387 «Об утверждении Положения о Красной книге Республики Таджикистан» было объявлено о необходимости разработки и выпуска нового издания книги. 26 февраля 2015 года Постановление № 65 утвердило Комитет по охране окружающей среды в качестве органа, ответственного за контроль и сохранение видов, занесённых в Красную Книгу Республики Таджикистан.
24 июня 2015 года Таджикистан официально присоединился к конвенции «О международной торговле видами дикой фауны и флоры, находящимися под угрозой исчезновения» (CITES), что завершило перечень первичных требований Международного Союза по Охране Природы по упорядочиванию природоохранного законодательства.
15 октября 2015 года увидело свет второе издание Красной книги, разработанное Комитетом по охране окружающей среды и Академией наук Республики Таджикистан. В него вошли 267 видов высших растений и 222 вида животных (из которых 43 вида птиц, 44 — млекопитающих, 31 — пресмыкающихся, 14 — рыб, 81 — насекомых и 9 видов моллюсков).

## Природоохранные категории
- EX — По-видимому, исчезнувшие виды.
- EW — Виды, исчезнувшие в дикой природе.
- CR — Виды, находящиеся в критическом состоянии (находящиеся на грани полного исчезновения).
- EN — Вымирающие виды.
- VU — Уязвимые виды (сокращающиеся в численности, естественно редкие).